# Amaltheus
Amaltheus è un mollusco cefalopode estinto appartenente alle ammoniti. Visse nel Giurassico inferiore (Pliensbachiano, 180-178 milioni di anni fa). I fossili di questa forma sono piuttosto numerosi e si rinvengono in Europa, Nordafrica, Caucaso, Canada e USA.

## Descrizione
La conchiglia di questa ammonite giurassica è planispirale (ovvero avvolta lungo una spirale piana), mediamente involuta (con parziale ricoprimento dei giri successivi), decisamente compressa con profilo ventrale acuto (secondo la terminologia descrittiva paleontologica: oxicona), anche se non raggiungeva il grado di appiattimento di altri generi come Oppelia. La regione ventrale è dotata di una carena crenulata e affilata, mentre l'area ombelicale era mediamente sviluppata. L'ornamentazione è costituita da coste piuttosto pronunciate, con tubercoli laterali acuminati conici e/o claviformi (allungati) a seconda della specie; possono essere presenti sui fianchi anche allineamenti di piccoli nodi con decorso spirale. Negli esemplari giovanili le coste potevano essere nodulose nella regione centrale, mentre nello stadio senile la conchiglia poteva essere liscia e con un'ornamentazione spirale solo sull'ultimo giro. La sutura, invece, era di tipo ammonitico, complessa, con due lobi laterali. Le dimensioni medie di una conchiglia di Amaltheus dovevano aggirarsi intorno ai 5 centimetri di diametro.

## Distribuzione
Amaltheus è un tipico fossile guida, dal momento che viene rinvenuto esclusivamente in terreni appartenenti al piano Pliensbachiano e ha una distribuzione geografica molto ampia. A volte i fossili di questa ammonite sono associati ad aptici del tipo Anaptychus, costituiti da una singola valva che presenta una serie di striature concentriche. Alcuni esemplari di Amaltheus presentano un guscio ancora intatto e conservano ancora tracce del colore originale dell'animale; queste si presentano sotto forma di striature longitudinali di colore marrone scuro, mentre la maggior parte della conchiglia è di colore bianco. La specie più nota di Amaltheus è Amaltheus margaritatus.

## Habitat
Amaltheus è tipico della provincia faunistica europea centro-occidentale, a clima temperato durante il Giurassico inferiore. Nella provincia tetidiana, con clima tropicale (di cui faceva parte l'Italia allora), Amaltheus risulta piuttosto raro, anche se presente sporadicamente.
Con un profilo altamente idrodinamico, probabilmente Amaltheus era un nuotatore piuttosto veloce, di mare aperto, anche se non necessariamente profondo,  (quindi una forma pelagica) che si spostava velocemente attraverso le acque nuotando in modo simile a quello dell'attuale Nautilus, variando la profondità grazie all'apparato idrostatico tipico di tutte le ammoniti. Era verosimilmente un predatore e si cibava di piccole prede come pesci e crostacei che catturava con i tentacoli.